# Miheleny

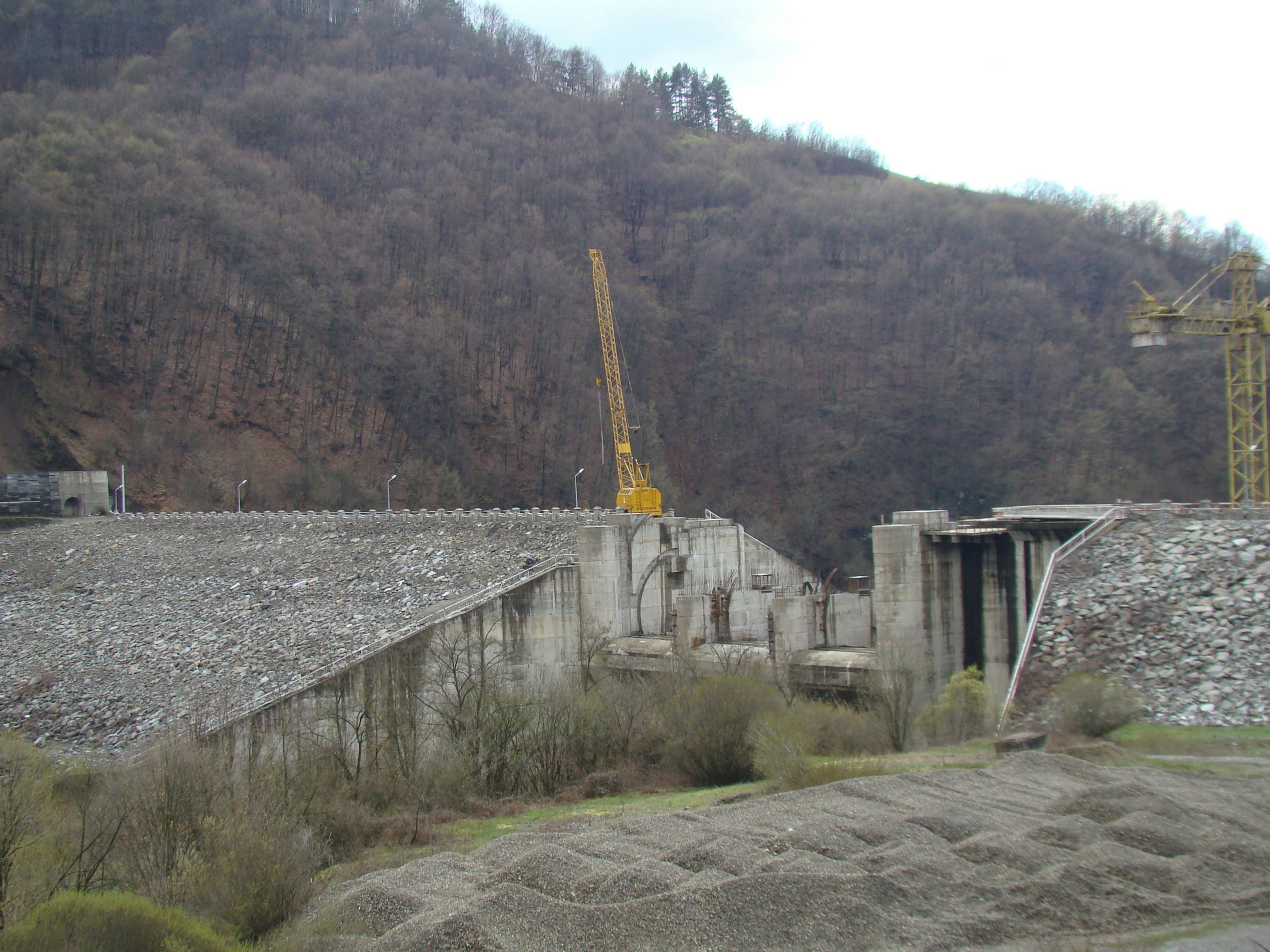
Épülő gát a Fehér-Körösön

Miheleny (románul: Mihăileni) falu Romániában, Erdélyben, Hunyad megyében.

## Fekvése
Körösbányától 15 kilométerre északkeletre, a Fehér-Körös mentén fekszik.

## Nevének eredete
Eredeti neve Mihalestfalva/Mihalest, illetve Mihăiești. Mind ez, mind az először 1733-ból adatolt mai név a román Mihai személynévből ered.

## Népesség

### Etnikai és vallási megoszlás
- 1910-ben 613 lakosából 505-at írtak össze román, 69 főként cigány, nyolc személyt magyar és nyolcat német anyanyelvűként; 668 volt ortodox és nyolc zsidó vallású.
- 2002-ben 492 lakosából 368 volt román és 123 cigány nemzetiségű; egy kivételével valamennyien ortodox vallásúak.

## Története
1876-ig Zaránd vármegyéhez tartozott, a 19. században vegyesen pásztor- és földműves település volt. Nevét először 1439-ben, majd 1441-ben és 1445-ben említette oklevél Mihalyestfalva ~ Mihalestfalva néven, mint a világosi vár tartozékát. A későbbiekben neve többféle változatban is feltűnt; így 1464-ben Myhalestfalwa, 1525-ben Mihalfalwa, 1733-ban Miheleny, 1760–1762 között Mihálien, 1805-ből Mikelény, 1808-ban Mihelyen változatban említették az írásos forrásokban. Gheorghe Crişan felkelői 1784. november 4-én megölték Csiszár Lászlót és fiát, udvarházát pedig felprédálták. Itt zajlott le az 1784-es erdélyi parasztfelkelés egyik zárócsatája 1784. december 7-én, ahol a felkelők csatát vesztettek. A halottak száma meghaladta a százat. 1849 elején itt volt Ioan Buteanu. főhadiszállása. Április 3-án Liptay Ferenc egy század honvéddel megfutamította Buteanu Miheleny és Zdrápc között táborozó lándzsásait. A hónap 9-én Buteanu megindult Brád ellen, de Csutak Kálmán és Liptay bekerítő stratégiája miatt Vályabrád mellől visszafordult. A hónap 23-án Ioan Dragoș Kossuth követeként itt találkozott először Avram Iancuval, Buteanuval és Petru Dobrával. Utóbbiak nem fogadták el Dragoș ajánlatát. 1876-ban Hunyad vármegyéhez csatolták. A 19. század végén a brádi ortodox román algimnáziumnak volt benne birtoka.

## Híres emberek
- 1858 októberében megszállt fogadójában Jókai Mór.

## Gazdaság
- A Fehér-Körös felduzzasztásáról, amely az energiatermelés mellett Brád város ivóvízellátáshoz is hozzájárult volna, 1984-ben született döntés. A munkák 1987-ben kezdődtek és folytak 1990-ig, amikor pénzhiány miatt felhagytak az építkezéssel. Azóta csak állagmegőrzési munkákat végeztek.[3]

## Források

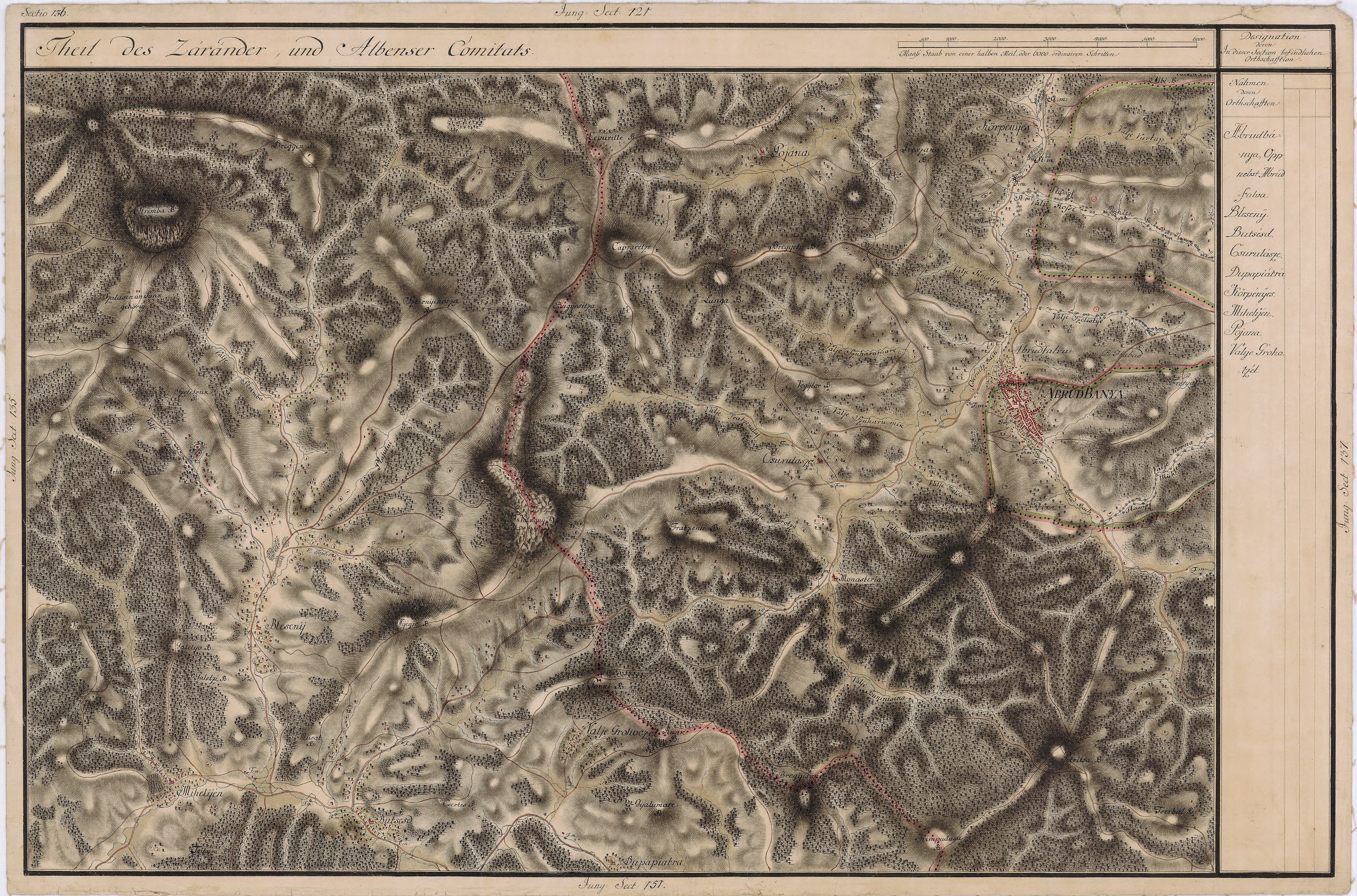
Miheleny környéke 1769–1773-ban